# 제주 중문·대포 해안 주상절리대
제주 중문·대포 해안 주상절리대(濟州 中文·大浦 海岸 柱狀節理帶)는 대한민국 제주특별자치도 서귀포시 대포동에 있는 주상절리 해안으로, 그 가치가 높아 대한민국의 천연기념물 443호로 지정되어 있다.

## 특징
이 해안은 주상절리 해안으로 육각기둥 모양의 절벽이 넓게 펼쳐져 있으며 파도가 높은 날에는 더욱 웅장하다. 이곳은 예전엔 사람들이 자유롭게 출입할 수 있었으나 현재는 사람들의 출입을 통제하고 있다.

## 사진

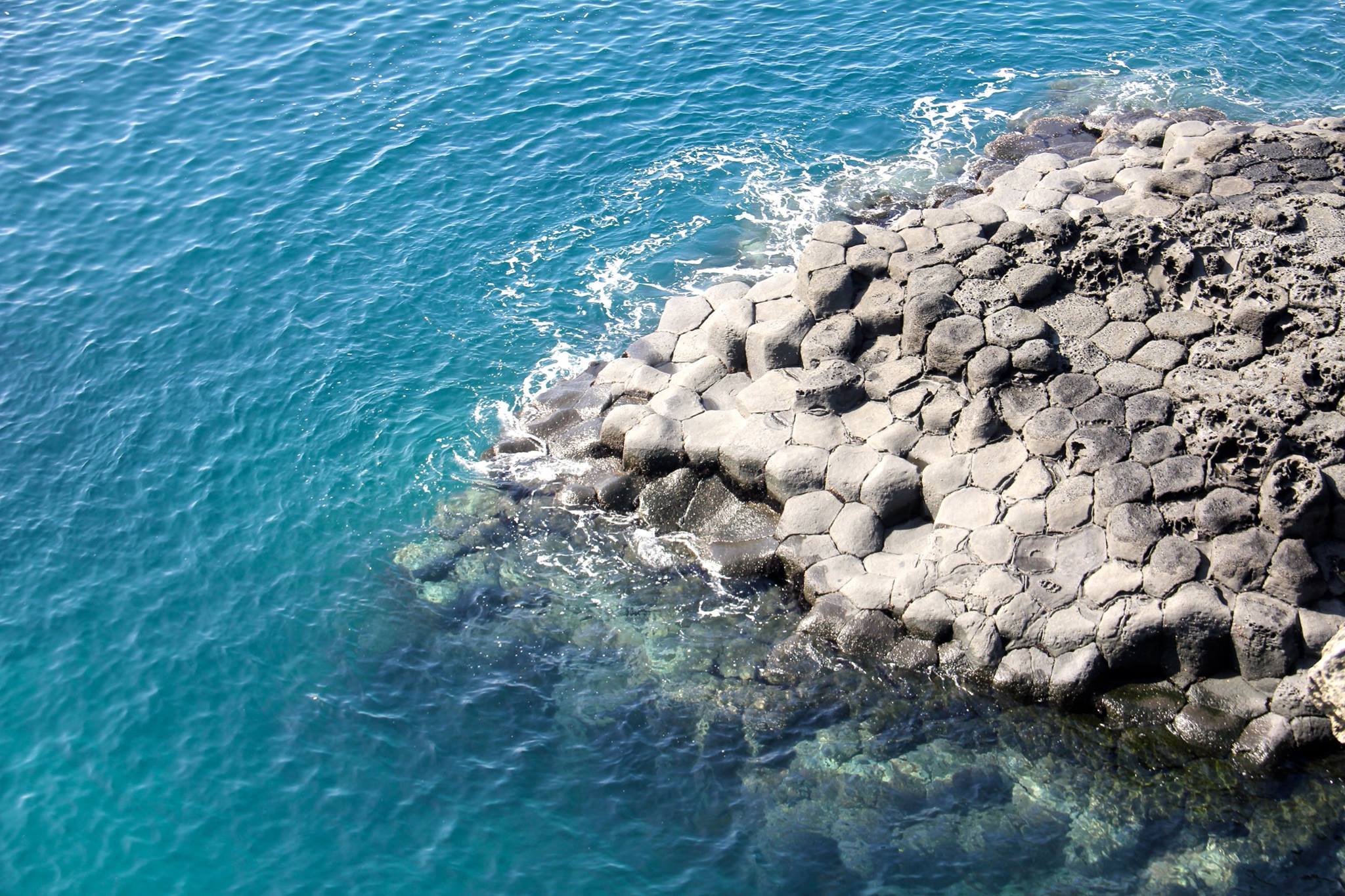
대포동지삿개

## 같이 보기
- 백록담
- 용암동굴
- 성산일출봉

## 참고 문헌
- 제주 중문·대포 해안 주상절리대 - 국가유산청 국가유산포털